# Шенталинский
Шенталинский — русская фамилия. 
- Шенталинский, Виталий Александрович — русский писатель.
- Шенталинский, Сергей Витальевич — советский и российский актёр театра и кино. Профессор актëрского мастерства. Сын Виталия Шенталинского.